# Orectolobiformes
Orectolobiformes é uma pequena ordem de tubarões, com apenas 31 espécies em 7 géneros.
Possuem duas barbatanas dorsais, uma boca pequena e pequenas fendas branquiais (a quinta fenda por vezes sobrepõe-se à quarta).
Nesta ordem está incluido o peixe de maiores dimensões existente actualmente: o tubarão-baleia.

## Classificação
Família Parascylliidae
- Cirrhoscyllium
  - Tubarão-gato-de-Luzon (Cirrhoscyllium expolitum) Smith & Radcliffe, 1913 :  
  - Tubarão-gato-selado-taiwanês (Cirrhoscyllium formosanum) Teng, 1959 : 
  - Tubarão-gato-selado-japonês (Cirrhoscyllium japonicum) Kamohara, 1943 :
- Parascyllium
  - Parascyllium collare Ramsay & Ogilby, 1888 : 
  - Tubarão-gato-da-Tasmânia (Parascyllium ferrugineum) McCulloch, 1911 : 
  - Parascyllium sparsimaculatum Goto & Last, 2002 : 
  - Tubarão-carpete-sul-australiano (Parascyllium variolatum) (Duméril, 1853) :

Família Brachaeluridae
- Brachaelurus
  - Tubarão-bambu-cego (Brachaelurus waddi) (Bloch & Schneider, 1801) :
- Heteroscyllium
  - Heteroscyllium colcloughi (Ogilby, 1908) :

Família Orectolobidae
- Eucrossorhinus
  - Eucrossorhinus dasypogon (Bleeker, 1867) :
- Orectolobus
  - Orectolobus dasypogon (Bleeker, 1867) : 
  - Orectolobus japonicus Regan, 1906 : 
  - Orectolobus maculatus (Bonnaterre, 1788) : 
  - Orectolobus ornatus (De Vis, 1883) : 
  - Orectolobus wardi Whitley, 1939 :
- Sutorectus
  - Sutorectus tentaculatus (Peters, 1864) :

Família Hemiscylliidae
- Chiloscyllium
  - Tubarão-bambu-árabe (Chiloscyllium arabicum) Gubanov, 1980 : 
  - Chiloscyllium burmensis Dingerkus & DeFino, 1983 : 
  - Chiloscyllium caerulopunctatum Pellegrin, 1914 : 
  - Tubarão-bambu-cinzento (Chiloscyllium griseum) Müller & Henle, 1838 : 
  - Tubarão-bambu-de-Hasselt (Chiloscyllium hasseltii) Bleeker, 1852 : 
  - Tubarão-bambu-indiano (Chiloscyllium indicum) (Gmelin, 1789) : 
  - Tubarão-bambu-de-pintas-brancas (Chiloscyllium plagiosum) (Bennett, 1830) :
- Hemiscyllium
  - Hemiscyllium freycineti (Bennett, 1830) : 
  - Hemiscyllium hallstromi Whitley, 1967 : 
  - Tubarão-epaulette (Hemiscyllium ocellatum) (Bonnaterre, 1788) : 
  - Hemiscyllium strahani Whitley, 1967 : 
  - Hemiscyllium trispeculare Richardson, 1843 :

Família Ginglymostomatidae
- Ginglymostoma
  - Ginglymostoma cirratum (Bonnaterre, 1788) : 
  - Tubarão-lixa-do-Pacífico (Ginglymostoma unami) Del Moral-Flores, Ramíz-Antonio, Angulo & Pérez-Ponce de León, 2015
- Nebrius
  - Nebrius ferrugineus (Lesson, 1831) :
- Pseudoginglymostoma 
  - Tubarão-lixa-anão (Pseudoginglymostoma brevicaudatum) (Günther, 1867) :

Família Rhincodontidae
- Rhincodon
  - Tubarão-baleia (Rhincodon typus) Smith, 1828 :